# Barbara Pollastrini
Barbara Maria Simonetta Pollastrini (Darfo Boario Terme, 30 settembre 1947) è una politica italiana, deputata alla Camera dal 23 aprile 1992 al 14 aprile 1994 e 30 maggio 2001 al 12 ottobre 2022 e ministro per i diritti e le pari opportunità dal 17 maggio 2006 al 8 maggio 2008 nel governo Prodi II.

## Biografia
Nata a Darfo Boario Terme (Brescia), laureatasi in lingue e letterature straniere all'Università commerciale Luigi Bocconi, dopo essersi specializzata all'École pratique des hautes études di Parigi, ha insegnato all'Università di Milano.
Durante il sessantotto si legò all'organizzazione d'ispirazione maoista Unione dei Comunisti Italiani (marxisti-leninisti), di cui fu dirigente nel capoluogo lombardo. L, ed in seguito aderisce al Partito Comunista Italiano (PCI) nel 1978, di cui è stata eletta segretaria comunale nel capoluogo lombardo verso la fine degli anni '80.
Nel 1991 aderisce alla svolta della Bolognina di Achille Occhetto dal PCI al Partito Democratico della Sinistra (PDS), mantenendo il ruolo di segretaria comunale di Milano e mantenendolo fino al 1992.
Dapprima consigliera comunale di Milano, alle elezioni politiche del 1992 viene candidata ed eletta deputata per il Partito Democratico della Sinistra. Nel corso della XI legislatura della Repubblica Italiana ha fatto parte della 12ª Commissione Affari sociali e della Commissione parlamentare per l'indirizzo generale e la vigilanza dei servizi radiotelevisivi.
Nello stesso anno, durante l'inchiesta Mani Pulite, venne accusata di corruzione e si dimette immediatamente da ogni incarico politico, fino al 1996, anno della sua completa assoluzione da ogni accusa.
Entrata nel comitato nazionale del PDS, dopo essere confluita nel 1998 nei Democratici di Sinistra alla svolta di Massimo D'Alema, nel 1999 viene eletta coordinatrice nazionale delle donne diessine.
Alle elezioni politiche del 2001 viene ricandidata alla Camera, tra le liste dei DS nelle circoscrizioni Lombardia 1 e Lombardia 3, venendo rieletta nell'ambito della quota proporzionale Lombardia 1. Alle politiche del 2006 viene confermata per la terza volta deputata nella medesima circoscrizione.
Il 17 maggio 2006 giura nelle mani del Presidente della Repubblica Giorgio Napolitano come Ministro per i diritti e le pari opportunità nel secondo governo Prodi, incarico che mantiene fino alla fine prematura dell'esecutivo, l'8 maggio 2008. Il suo nome, insieme a quello del ministro per le politiche per la famiglia Rosy Bindi, è legato al disegno di legge DICO e a tutte le battaglie sui diritti umani, dalle unioni civili al testamento biologico, dai diritti delle donne a quelli delle minoranze in generale.

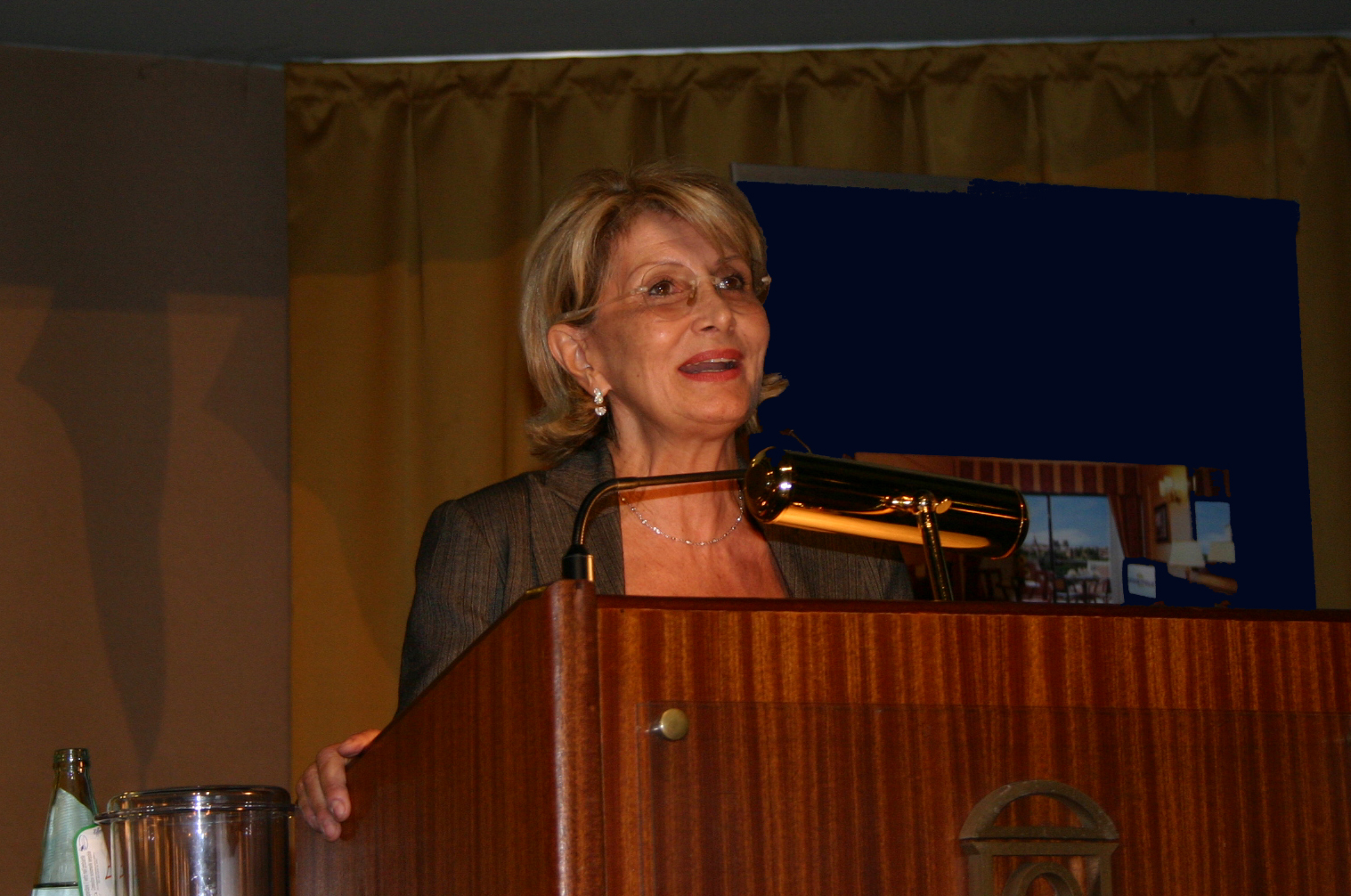
Barbara Pollastrini al XII Congresso dell'Arcigay nel 2007

Nel 2007 aderisce allo scioglimento dei DS, sancito dal congresso di quell'anno, e la sua confluenza nel Partito Democratico (PD), di cui entra a far parte del suo comitato promotore di 49 membri e con cui alle elezioni politiche del 2008 viene ricandidata alla Camera, tra le sue liste nella circoscrizione Lombardia 1 in quarta posizione, risultando eletta per la quarta volta a Montecitorio. Nel corso della XVI legislatura è stata membro e vicepresidente della 1ª Commissione Affari Costituzionali, della Presidenza del Consiglio e interni.
Nel dicembre 2012 partecipa alle elezioni primarie "Parlamentarie” del PD per selezionare i candidati al Parlamento in vista delle elezioni politiche, risultando con 4.527 preferenze la candidata più votata a Milano, venendo ricandidata alla Camera, tra le liste del PD nella medesima circoscrizione in terza posizione, e rieletta deputata. Nella XVII legislatura della Repubblica è stata componente della 1ª Commissione Affari Costituzionali, della Presidenza del Consiglio e interni e della Commissione Jo Cox sull'intolleranza, la xenofobia, il razzismo e i fenomeni di odio, in rappresentanza del PD, oltre a ricoprire l'incarico di segretaria del gruppo parlamentare del PD alla Camera.
Nel 2014 aderisce alla corrente interna del PD SinistraDem di Gianni Cuperlo, di cui diventa coordinatrice nazionale, che si colloca nella "minoranza Dem" (opposizione interna alla maggioranza renziana del PD).
Dal marzo 2017 è stata voluta da Andrea Orlando, ministro della Giustizia e candidato alla segreteria del Partito Democratico, come Presidente nazionale del suo comitato elettorale.
Il 7 maggio 2017 viene eletta vicepresidente del Partito Democratico, in rappresentanza della sinistra del partito, ossia la "minoranza Dem" rimasta nel PD dopo la scissione di Bersani, D'Alema e Speranza. Rimane in carica fino al rinnovo delle nomine, all'Assemblea nazionale del partito, il 17 marzo 2019.
Alle elezioni politiche del 2018 viene rieletta per la sesta volta alla Camera, tra le liste del PD nel collegio plurinominale Lombardia 1 - 01.
A poche settimane prima del referendum costituzionale sulla riduzione del numero dei parlamentari legato alla riforma Fraccaro del Movimento 5 Stelle, annuncia il suo voto contrario, in dissidenza con la linea ufficiale del PD schierato a favore.
Alle elezioni politiche anticipate del 2022 non è stata ricandidata al Parlamento.
Alle primarie del PD del 2023 sostiene la mozione di Gianni Cuperlo, ma che risulterà tuttavia perdente venendo superato al voto tra gli iscritti da Elly Schlein e Stefano Bonaccini.

## Vita privata
Dopo esser stata sposata con il sondaggista Renato Mannheimer, si è risposata con Pietro Modiano, presidente della Carlo Tassara e del consiglio d'amministrazione della Società Esercizi Aeroportuali.

## Vicende giudiziarie
Nel 1992, durante l'inchiesta di Mani pulite, la Pollastrini venne accusata da Sergio Eolo Soave di aver preso tangenti per conto del PCI-PDS in merito alla costruzione delle Metropolitane Milanesi; dopo che Soave nel 1996 ritirò tutte le accuse, venne definitivamente assolta.